# Serie Latinoamericana 2018
La Serie Latinoamericana 2018 fue la sexta edición de la Serie Latinoamericana, evento deportivo de béisbol disputado por los equipos campeones de las ligas invernales profesionales que conforman la Asociación Latinoamericana de Béisbol Profesional (ALBP), México (LVEB), Nicaragua (LBPN), Panamá (LPBP) y la invitación de Curazao (CWL).

## Novedades
Como principal novedad se destacó la ampliación de equipos a siete con la inclusión como invitados de Argentina, Chile y Curazao, pero posteriormente los representantes de Argentina y Chile se retirarían por falta de recursos, al igual que Colombia, que se ausentó del torneo tras la negación de Leones de Montería en participar, debido a que se le adeudaban los premios ganados en la edición 2015 en Panamá.
El formato de competición cambió volviendo a jugarse una fase de play off entre el segundo y tercero de la fase regular, dejando como finalista al equipo ubicado en el primer lugar que posteriormente se enfrentaría al ganador de la eliminatoria.

## Participantes

### Equipos participantes
| Liga                                  | Equipo               | Mánager           | Clasificación      |
| ------------------------------------- | -------------------- | ----------------- | ------------------ |
| Curaçao Winter League                 | WildCats KJ74        | Johnny Balentina  | Campeón 2017       |
| Liga Veracruzana Estatal de Béisbol   | Tobis de Acayucan    | José Ángel Chávez | Campeón 2017       |
| Liga de Béisbol Profesional Nacional  | Tigres de Chinandega | Lenin Picota      | Campeón 2017/18    |
| Liga Profesional de Béisbol de Panamá | Bravos de Urracá     | José Luis Merejo  | Subcampeón 2017/18 |

### Equipos retirados
Debido a situaciones económicas los invitados de Argentina y Chile, que habrían sido debutantes, decidieron no participar en esta edición. Por otro lado, tras no llegar a un acuerdo salarial, los Caballos de Coclé, campeones de Panamá, descartaron participar en el torneo, tomando su lugar los subcampeones Bravos de Urracá. Por otra parte, los Leones de Montería no participaron alegando que les adeudaban los premios de la edición de 2015 cuando fueron campeones en Panamá.
| Liga                                   | Equipo              | Mánager         | Clasificación   |
| -------------------------------------- | ------------------- | --------------- | --------------- |
| Liga Argentina de Béisbol              | Infernales de Salta | Federico Bisbal | Campeón 2017    |
| Liga de Béisbol Organizado de Chile    | Rangers de Santiago | Rafael Vázquez  | Campeón 2017    |
| Liga Colombiana de Béisbol Profesional | Leones de Montería  | Jair Fernández  | Campeón 2017/18 |
| Liga Profesional de Béisbol de Panamá  | Caballos de Coclé   | Julio Mosquera  | Campeón 2017/18 |

## Fase regular
Se enfrentaron entre todos entre el 26 y el 28 de enero.

### Posiciones
| Pos | Equipo               | JJ | JG | JP | AVG.  | Dif |
| --- | -------------------- | -- | -- | -- | ----- | --- |
| 1.  | Tigres de Chinandega | 3  | 3  | 0  | 1.000 | —   |
| 2.  | Tobis de Acayucan    | 3  | 2  | 1  | .667  | 1.0 |
| 3.  | WildCats KJ74        | 3  | 1  | 2  | .333  | 2.0 |
| 4.  | Bravos de Urracá     | 3  | 0  | 3  | .000  | 3.0 |

|  | Clasificado a la final.   |
|  | Clasificados al Play Off. |
|  | Eliminado.                |

### Resultados
Disputados del 26 al 28 de enero.

#### Juego 1
| Equipo           | 1 | 2 | 3 | 4 | 5 | 6 | 7 | 8 | 9 | C | H  | E |
| ---------------- | - | - | - | - | - | - | - | - | - | - | -- | - |
| WildCats KJ74    | 0 | 0 | 3 | 3 | 0 | 1 | 0 | 0 | 0 | 7 | 7  | 1 |
| Bravos de Urracá | 0 | 2 | 0 | 0 | 2 | 2 | 0 | 0 | 0 | 6 | 13 | 0 |

LG: Diegomar Markwell (1-0);  LP: Davis Romero (0-1);  SV: Shairon Martis (1).  
HRs:  BRA – Juan Díaz (1).
Ampáyer: Allan Reyes.
Duración: 3h 12m

#### Juego 2
| Equipo               | 1 | 2 | 3 | 4 | 5 | 6 | 7 | 8 | 9 | C  | H  | E |
| -------------------- | - | - | - | - | - | - | - | - | - | -- | -- | - |
| Tobis de Acayucan    | 0 | 0 | 1 | 1 | 0 | 0 | 1 | 0 | 2 | 5  | 12 | 4 |
| Tigres de Chinandega | 2 | 0 | 3 | 0 | 2 | 1 | 2 | 0 | X | 10 | 15 | 2 |

LG: Marcos Frías (1-0);  LP: José Miguel Piña (0-1);  SV: No hubo.  
HRs:  TOB – Eliseo Aldazaba (1);  TIG – Leonardo Ortiz (1), Edgard Montiel (1).
Ampáyer: Jairo Mendoza.
Duración: 3h 08m

#### Juego 3
| Equipo            | 1 | 2 | 3 | 4 | 5 | 6 | 7 | 8 | 9 | C  | H  | E |
| ----------------- | - | - | - | - | - | - | - | - | - | -- | -- | - |
| Tobis de Acayucan | 0 | 1 | 3 | 0 | 0 | 0 | 0 | 8 | 0 | 12 | 11 | 3 |
| WildCats KJ74     | 0 | 0 | 1 | 1 | 0 | 5 | 0 | 2 | 0 | 9  | 9  | 5 |

LG: Alberto Leyva (1-0);  LP: Shair Lacrus (0-1);  SV: No hubo.  
HRs:  WIL – Rojean Cleofa (1).
Ampáyer: Aarón Guillén.
Duración: 3h 57m

#### Juego 4
| Equipo               | 1 | 2 | 3 | 4 | 5 | 6 | 7 | 8 | 9 | C | H  | E |
| -------------------- | - | - | - | - | - | - | - | - | - | - | -- | - |
| Bravos de Urracá     | 2 | 0 | 0 | 0 | 0 | 0 | 0 | 2 | 0 | 4 | 6  | 1 |
| Tigres de Chinandega | 1 | 1 | 2 | 1 | 0 | 1 | 0 | 0 | X | 6 | 10 | 1 |

LG: Raúl Ruiz (1-0);  LP: José Escalona (0-1);  SV: Wilber Bucardo (1).  
HRs:  BRA – Ibrahim McKenzie (1);  TIG – Leonardo Ortiz (2), Jamar Walton (1), Elmer Reyes (1).
Ampáyer: Marlon Barquero.
Duración: 2h 55m

#### Juego 5
| Equipo            | 1 | 2 | 3 | 4 | 5 | 6 | 7 | 8 | 9 | C | H  | E |
| ----------------- | - | - | - | - | - | - | - | - | - | - | -- | - |
| Bravos de Urracá  | 0 | 0 | 2 | 0 | 0 | 0 | 0 | 0 | 0 | 2 | 4  | 0 |
| Tobis de Acayucan | 0 | 0 | 0 | 2 | 0 | 1 | 2 | 2 | X | 7 | 15 | 1 |

LG: Gilberto Méndez (1-0);  LP: Ángel Cabrera (0-1);  SV: No hubo.  
HRs:  BRA – Raidel Chacón (1);  TOB – Santiago González (1).
Ampáyer: Luis González.
Duración: 2h 53m

#### Juego 6
| Equipo               | 1 | 2 | 3 | 4 | 5 | 6 | 7 | 8 | 9 | 10 | 11 | C | H  | E |
| -------------------- | - | - | - | - | - | - | - | - | - | -- | -- | - | -- | - |
| WildCats KJ74        | 2 | 0 | 0 | 1 | 0 | 0 | 0 | 0 | 0 | 0  | 2  | 5 | 10 | 3 |
| Tigres de Chinandega | 0 | 0 | 0 | 0 | 2 | 0 | 1 | 0 | 0 | 0  | 3  | 6 | 13 | 4 |

LG: Nelson León (1-0);  LP: Shair Lacrus (0-2);  SV: No hubo.  
HRs:  TIG – Jamar Walton (2).
Ampáyer: Jairo Mendoza.
Duración: 4h 04m

## Play off
Disputada por los equipos ubicados en el segundo y tercer lugar de la fase regular.

### Juego 7
| Equipo            | 1 | 2 | 3 | 4 | 5 | 6 | 7 | 8 | 9 | C | H  | E |
| ----------------- | - | - | - | - | - | - | - | - | - | - | -- | - |
| WildCats KJ74     | 0 | 1 | 0 | 1 | 0 | 1 | 0 | 0 | 0 | 3 | 6  | 2 |
| Tobis de Acayucan | 4 | 0 | 0 | 0 | 1 | 3 | 1 | 0 | X | 9 | 12 | 1 |

LG: José Miguel Piña (1-1);  LP: Cerilio Soleana (0-1);  SV: No hubo.  
HRs:  TOB – Yadil Mujica (1).
Ampáyer: No reportado.
Duración: 3h 11m

## Final
Disputada por el ganador de la fase regular y el vencedor de la eliminatoria.

### Juego 8
| Equipo               | 1 | 2 | 3 | 4 | 5 | 6 | 7 | 8 | 9 | C | H  | E |
| -------------------- | - | - | - | - | - | - | - | - | - | - | -- | - |
| Tobis de Acayucan    | 0 | 0 | 0 | 0 | 0 | 0 | 1 | 0 | 0 | 1 | 6  | 0 |
| Tigres de Chinandega | 0 | 3 | 2 | 0 | 0 | 0 | 0 | 4 | X | 9 | 13 | 3 |

LG: Marcos Frías (2-0);  LP: Jorge Luis Ibarra (0-1);  SV: No hubo.  
HRs:  TIG – Jamar Walton (3).
Ampáyer: No reportado.
Duración: No reportada.
| Nicaragua                                   |
| Campeón Tigres de Chinandega Segundo título |

## Líderes
A continuación se muestran a los líderes individuales tanto de bateo como de pitcheo del torneo en la fase regular.
| Categoría           | Jugador                                                                                                 | Marca |
| ------------------- | --- | ----- |
| Porcentaje          | Rojean Cleofa (Wildcats)                                                                                | .667  |
| Carreras Producidas | Leonardo Ortiz (Tigres)                                                                                 | 5     |
| Home Runs           | Leonardo Ortiz (Tigres) Jamar Walton (Tigres)                                                           | 2     |
| Carreras Anotadas   | Juan Díaz (Bravos)                                                                                      | 5     |
| Hits                | Rojean Cleofa (Wildcats)                                                                                | 8     |
| Dobles              | Rojean Cleofa (Wildcats) Eliseo Aldazaba (Tobis) Edgard Montiel (Tigres) Yurendell de Caster (Wildcats) | 2     |
| Triples             | Jamar Walton (Tigres) Elmer Reyes (Tigres)                                                              | 1     |
| Bases Robadas       | Enrique Osorio (Tobis) Yadil Mujica (Tobis)                                                             | 2     |
| Slugging            | Jamar Walton (Tigres)                                                                                   | 1.222 |

| Categoría       | Jugador | Marca |
| --------------- | --- | ----- |
| Efectividad     | Alberto Leyva (Tobis) Sammy Taveras (Bravos) Wilber Bucardo (Tigres) Fidencio Flores (Tigres)                                            | 0.00  |
| Juegos Ganados  | Diegomar Markwell (Wildcats) Marcos Frías (Tigres) Alberto Leyva (Tobis) Raúl Ruiz (Tigres) Gilberto Méndez (Tobis) Nelson León (Tigres) | 1     |
| Ponches         | Raúl Ruiz (Tigres) Wilton López (Tigres) Gilberto Méndez (Tobis)                                                                         | 6     |
| Juegos Salvados | Shairon Martis (Wildcats) Wilber Bucardo (Tigres)                                                                                        | 1     |

## Estadísticas colectivas en la fase regular
La Serie Latinoamericana del 2018 contó con las siguientes estadísticas colectivas.

### Bateo
| Pos | Equipo               | AB  | R  | Hit | RBI | 2B | 3B | HR | SO | SB | AVG  | SLG  |
| --- | -------------------- | --- | -- | --- | --- | -- | -- | -- | -- | -- | ---- | ---- |
| 1.  | Tobis de Acayucan    | 115 | 24 | 38  | 20  | 6  | 0  | 2  | 13 | 4  | .330 | .435 |
| 2.  | Tigres de Chinandega | 118 | 22 | 38  | 20  | 5  | 2  | 6  | 17 | 1  | .322 | .551 |
| 3.  | Bravos de Urracá     | 96  | 12 | 23  | 12  | 3  | 0  | 3  | 20 | 2  | .240 | .365 |
| 4.  | Wildcats KJ74        | 112 | 21 | 26  | 15  | 8  | 0  | 1  | 29 | 4  | .232 | .330 |
|     | Totales              | 441 | 79 | 125 | 67  | 22 | 2  | 12 | 79 | 11 | .283 | .424 |

**Abreviaciones:  AB=Turnos al bate, R=Carreras Anotadas, H=Hits, RBI=Carreras Impulsadas, 2B=Dobles, 3B=Triples, HR=Home Runs, SO=Strike Out, SB=Robo de Bases, AVG=Porcentaje de bateo, SLUG=Potencia de Bateo

### Pitcheo
| Pos | Equipo               | W | L | SV | RA | Hit | 2B | 3B | HR | BB | SO | ERA  |
| --- | -------------------- | - | - | -- | -- | --- | -- | -- | -- | -- | -- | ---- |
| 1.  | Tigres de Chinandega | 3 | 0 | 1  | 14 | 28  | 4  | 0  | 2  | 12 | 22 | 3.41 |
| 2.  | Wildcats KJ74        | 1 | 2 | 1  | 24 | 37  | 5  | 0  | 2  | 16 | 14 | 5.14 |
| 3.  | Tobis de Acayucan    | 2 | 1 | 0  | 21 | 28  | 6  | 1  | 4  | 12 | 27 | 6.23 |
| 4.  | Bravos de Urracá     | 0 | 3 | 0  | 20 | 32  | 7  | 1  | 4  | 16 | 16 | 7.20 |
|     | Totales              | 6 | 6 | 2  | 79 | 125 | 22 | 2  | 12 | 56 | 79 | 5.42 |

**Abreviaciones:  W=Juegos Ganados, L=Juegos Perdidos, SV=Juegos Salvados, RA=Carreras Permitidas, H=Hits, 2B=Dobles, 3B=Triples, HR=Home Run, BB=Bases por bola, SO=Strike Out, Era=Efectividad

## Grandes Ligas
Estos son los jugadores y exjugadores de Grandes Ligas que participaron en el torneo.
| Nombre              | Equipo               | Posición     | Último equipo GL             | Años en GL |
| ------------------- | -------------------- | ------------ | ---------------------------- | ---------- |
| Wilton López        | Tigres de Chinandega | Lanzador     | Colorado Rockies (2014)      | 6          |
| Yurendell de Caster | Wildcats KJ74        | Tercera base | Pittsburgh Pirates (2006)    | 1          |
| Shairon Martis      | Wildcats KJ74        | Lanzador     | Minnesota Twins (2013)       | 3          |
| Davis Romero        | Bravos de Urracá     | Lanzador     | Toronto Blue Jays (2006)     | 1          |
| Severino González   | Bravos de Urracá     | Lanzador     | Philadelphia Phillies (2016) | 2          |
| Víctor Arano        | Tobis de Acayucan    | Lanzador     | Philadelphia Phillies (2017) | 1          |